# Certificat international d'écologie humaine
Le certificat international d'écologie humaine ou CIEH est délivré sous les sceaux conjoints de l'Université Bordeaux 1, de l'Université libre de Bruxelles, de l'université d'Évora, de l'université d'Aix-Marseille III, de l'Université Paris Descartes, de l'université de Pau et des Pays de l'Adour, et de l'université de Toulouse III, sous l'égide de l'organisation mondiale de la santé (OMS).

## Finalités et Objectifs
Ouvert à Pau en 1990, le CIEH s'inscrit dans le droit fil de la philosophie du GRT (Groupe de Réflexions Transdisciplinaires, fondé à l'université de Pau en 1981).
La ligne pédagogique du CIEH est celle de la transdisciplinarité, c'est-à-dire de la liaison nécessaire entre les disciplines jusque-là confinées dans des territoires étanches. L'expérience a montré que l'hyperspécialisation entraîne des effets néfastes tant dans le domaine de la recherche fondamentale que dans celui des applications professionnelles. À l'heure où les techniques de tous ordres manifestent des capacités considérables de transformation du monde, nous nous devons - c'est la mission des générations présentes - de prendre en compte la complexité et les enjeux des décisions qui l'accompagnent : car il s'agit bien de veiller à « l'habiter » de l'homme pour le bonheur de ses futurs locataires. C'est la raison pour laquelle le CIEH choisit clairement la version humaine de l'écologie.
Cette ouverture à d'autres champs disciplinaires n'est pas un nouvel encyclopédisme, encore moins la tentation d'une science des sciences, mais incite à une attitude scientifique où l'échange des questions, des difficultés, renforce les méthodes de tous.

## Formation
Cette formation s'adresse donc à tous les publics, chercheurs en formation initiale (doctorants), professionnels de tous secteurs qui ont éprouvé au cours de leurs expériences de travail les limites de leurs spécialités (domaines de l'aménagement, de la santé, de l'enseignement, de la gestion politique, etc.). C'est dans un souci commun que naît la richesse des échanges.
Cette formation se déroule sur deux années universitaires, à raison d'une conférence-débat ou d'un séminaire d'une demi-journée hebdomadaire (première année) ou par quinzaine (deuxième année).

## Diplômes préparés
- Diplôme Universitaire d'Écologie Humaine ;
- Certificat International d'Écologie Humaine (après soutenance d'un mémoire).

## Administration
Le directeur du CIEH est Jean-Yves Puyo, Professeur de Géographie (Université de Pau).
Le responsable pédagogique  est Bernard Duperrein de la Faculté des Lettres (Sociologie, Université de Pau).

## Exemples de thèmes abordés
- Attitudes culturelles et représentations scientifiques ;
- Alimentation, milieu et culture ;
- Gestion des déchets industriels et controverses environnementales ;
- Évolution et écologie ;
- La communication et ses enjeux ;
- Entreprise, société et environnement ;
- La dimension esthétique du phénomène humain ;
- Écologie humaine et économie ;
- Les OGM ;
- Pollutions, risques et santé ;
- Anthropologie médicale ;
- Les processus de décisions ;
- Écologie urbaine ;
- L'« habiter », le paysage ;
- La nature reconstruite, etc.